# 孟侖

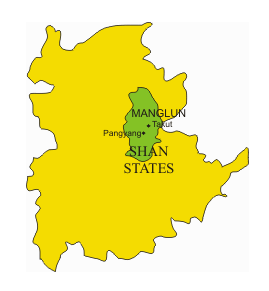
孟侖在撣邦中的位置

孟侖（英語：Manglön），亦作孟倫，中国传统译作蟒冷，是1814年至1959年存在於滇西缅北地區的一個土邦，首領及主要轄地居民為佤族。今属缅甸佤邦勐能县。

## 概述
孟侖於《大英百科全書第十一版》記載為，為木邦的保護地，轄境橫跨薩爾溫江兩岸。江西住著撣族，江東住著佤族。:743而根據《印度帝國地名錄》記載，孟侖首府位於江東的邦阳，但孟侖的紹帕居於邦阳東北方的大庫特（Takut），一處位於海拔六千米的小山頂上。:179
在中國的文獻記載中，孟侖亦作莽冷、蟒冷或滿冷，並且以「莽冷地」、「蟒冷地」稱其所轄之境，專指阿佤山區的南部區域，薩爾溫江以東，南卡江以西的山區。乾隆中期以後，莽冷地脫離孟連土司管轄，成為既不屬華也不屬緬的地區。蟒冷地又有分為上蟒冷與下蟒冷之說，《中國歷史地圖集》將上蟒冷標在南康伍，下莽冷標於邦阳。

## 君主列表
孟侖的君主頭銜為紹帕。1870年至1892年間，孟侖分為東西兩部。

#### 紹帕
- 1814 - 1822                Hsö Hkam (Ta Awng)                 (1822年卒)
- 1822 - 1852                Sao Hkun Sang (Khun Sing)          (1852年卒)
- 1852 - 1853                Uyaraza (Upayaza)                  (1854年卒)
- 1853 - 1860                Naw Hpa (Nawpha)                   (1860年卒)
- 1860 - 1919                Sao Tön Hsang (Tun Sang)           (1831年生，1919年卒) (1870-1892,東孟侖)
- 1870 - 1877                Hsang Kyaw (西孟侖)
- 1877 - 1892                Sao Maha (西孟侖)
- 1919 - 1952                Sao Man Laik
- 1919 - 1946                Sao Hka Nan -攝政                (1892年生，1946年卒)

## 後續
1951年至1953年間，國府雲南反共救國軍入孟侖故地駐軍，至1961年才完全撤離。:440至4431969年共產黨組織地方游擊隊，建立江東指揮部，攻佔孟侖故地，建置南佤縣，執政至1989年。

## 相關文獻資料及學術研究

### 論文
- 馮建勇，2007，近代云南西部疆域变迁述论
- 李正亭，2008，中缅疆界变迁中的“瓯脱”问题

### 書籍
- 尤中，1986，《中國西南邊疆變遷史》